# Sofija Andrejewna Rudjewa

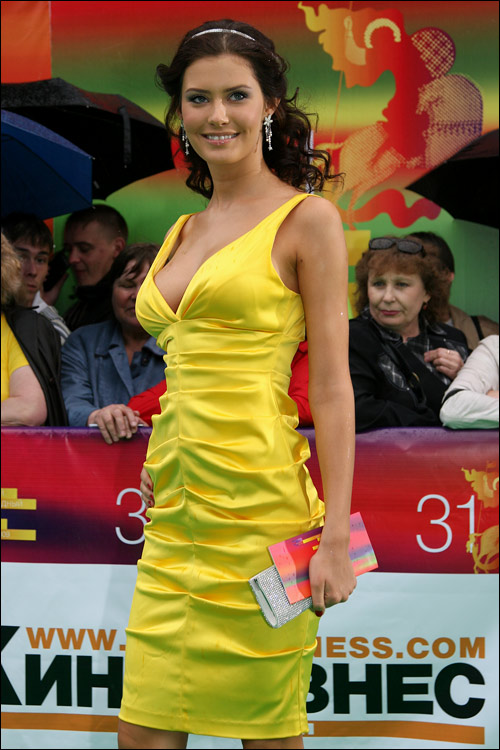
Sofija Rudjewa, Miss Russia 2009

Sofija Andrejewna Rudjewa (russisch София Андреевна Рудьева; * 15. November 1990 in Leningrad, Sowjetunion) ist ein russisches Model und Miss Russland des Jahres 2009.

## Biografie
Sofija Rudjewa ist die Tochter der Künstler Andrei Rudjew und Tatjana Rudjewa. Sie besuchte zunächst eine Kunstschule. Als sie 12 Jahre alt war, trennten sich ihre Eltern, sie blieb bei ihrem Vater. Im Alter von 15 Jahren begann sie, nebenbei als Model zu arbeiten. 2008 schloss sie die Hochschule ab. 2009 gewann sie die Wahl zur Miss Russland. Der Titel war mit einer Prämie in Höhe von 100.000 US-Dollar dotiert. Nach diesem Sieg vertrat sie Russland in der Wahl der Miss Universum im August 2009.
Die Wahl gewann die aus Venezuela stammende Stefanía Fernández. Rudjewa gelangte nicht ins Finale. In der Onlineversion der Zeitschrift Perfect 10 erschienen Nacktphotos von Rudjewa.